# Metacualona
La metacualona es un medicamento sedante-hipnótico similar en sus efectos a un barbitúrico, un depresivo general del sistema nervioso central. Su uso alcanzó su cénit durante la década de 1960 y 1970 como un hipnótico, para el tratamiento del insomnio, y como sedante y relajante muscular. También es utilizada ilegalmente como droga recreativa, conocida por sus consumidores como Quaaludes (pronunciado [ˈkweɪluːdz]), Sopors, Ludes o Mandrax dependiendo del fabricante. Su consumo clandestino se popularizó en la década de 1970 en Estados Unidos y Canadá, lo que llevó a que se retirara del mercado a mediados de la década de 1980 por su potencial adictivo. Desde su introducción en el mercado ilegal alrededor de 2001, está siendo consumido a gran escala en Sudáfrica, donde comúnmente se le llama smarties o geluk-tablette. La metacualona producida clandestinamente sigue siendo incautada por agencias gubernamentales y de policía por todo el mundo, aunque en mucho menor escala que en Sudáfrica.
La metacualona fue sintetizada por primera vez en la India en 1951 por Indra Kishore Kacker y Syed Hussain Zaheer, y fue introducida rápidamente por consumidores japoneses y europeos como un sustituto seguro de los barbitúricos. Hacia 1965 se convirtió en el sedante más prescrito en Gran Bretaña, donde era vendido legalmente bajo los nombres de Malsed, Malsedin, y Renoval. En 1965 una combinación metacualona y antihistamínicos fue vendida como fármaco sedante bajo la marca comercial Mandrax, por Roussel Laboratories (ahora parte del grupo Sanofi-Aventis). Casi al mismo tiempo, empezó a ser popular como droga recreativa  (llamada mandrake o mandrix). En 1972 se convirtió en el sexto sedante más vendido en los Estados Unidos, donde era legal bajo el nombre de Quaalude; por aquel tiempo luding out era un pasatiempo popular de los universitarios. Este tiene un efecto similar a una intoxicación alcohólica sin recordar los acontecimientos acaecidos.

## Efectos
Los efectos de la metacualona pueden incluir euforia, somnolencia, reducción de la frecuencia cardiaca, disminución de la respiración, aumento de la excitación sexual (afrodisíaco), y parestesia (adormecimiento de los dedos de pies y manos). En dosis más grandes puede provocar depresión respiratoria, trastornos del habla, dolor de cabeza, y fotofobia (excesiva sensibilidad a la luz).
Una sobredosis puede provocar delirium, convulsiones, hipertonía, hiperreflexia, vómitos, insuficiencia renal, coma, y muerte a través de paro cardiaco o paro respiratorio. Se asemeja a la intoxicación por barbitúricos, pero con dificultades motoras mayores y una menor incidencia de la depresión cardiaca o respiratoria. La toxicidad es tratada coeces, con otros anticonvulsivos.